# Maxomys hellwaldii
Maxomys hellwaldii is een knaagdier uit het geslacht Maxomys dat voorkomt op Celebes. Hij leeft in alle delen van het eiland, maar varieert morfologisch sterk, zodat er mogelijk meerdere soorten zijn. Deze soort is waarschijnlijk het nauwste verwant aan een onbeschreven soort uit Midden-Celebes.
Deze soort heeft een korte en dunnen vacht. De rug is donker oranjebruin, met veel lichtere flanken en grijze wangen. De onderkant is wit. De staart is van boven grijsbruin en van onder ongepigmenteerd. Ook de punt (een derde van de hele staart) is ongepigmenteerd. De staart is bedekt met korte haren. Per centimeter zitten 10 tot 13 schubben op. De spaarzaam behaarde voeten zijn lichtgeel. De kop-romplengte bedraagt 185 tot 216 mm, de staartlengte 165 tot 191 mm, de achtervoetlengte 43 tot 48 mm en de oorlengte 26 tot 32 mm. Vrouwtjes hebben vier paren mammae (een pectoraal, een postaxillarieel, een inguinaal en een abdominaal paar).